# Alpinia vitiensis
Alpinia vitiensis är en enhjärtbladig växtart som beskrevs av Berthold Carl Seemann. Alpinia vitiensis ingår i släktet Alpinia och familjen Zingiberaceae.
Artens utbredningsområde är Fiji. Inga underarter finns listade i Catalogue of Life.